# Bill Alsup
Bill Alsup (ur. 15 lipca 1938 w Honolulu, zm. 9 sierpnia 2016 w Silverton) – amerykański kierowca wyścigowy.

## Kariera
Alsup rozpoczął karierę w międzynarodowych wyścigach samochodowych w 1973 roku od startów w SCCA National Championship Runoffs Formula F, gdzie został sklasyfikowany na piętnastej pozycji. W późniejszym okresie Amerykanin pojawiał się także w stawce Amerykańskiej Formuły Super Vee Robert Bosch/Valvoline Championship, IMSA Camel GT Challenge, USAC Mini-Indy Series, CART Indy Car World Series, Indianapolis 500, USAC Gold Crown Championship, Budweiser/7-Eleven Can-Am Series, Can-Am, IMSA Camel GTP Championship oraz IMSA Camel Lights.
W CART Indy Car World Series został startował w latach 1979-1984. W sezonie 1981 dwukrotnie stawał na podium. Uzbierane 175 punktów pozwoliło mu zdobyć tytuł wicemistrza serii.